# Guillaume de Tarde
Guillaume Tarde (Sarlat-la-Canéda, 20 novembre 1885 – La Roque-Gageac, 7 marzo 1989) è stato uno scrittore ed economista francese.
Terzogenito del sociologo, filosofo e criminologo Gabriel Tarde (1843-1904) e fratello di Paul de Tarde e Alfred de Tarde.